# 溇中县
溇中县，孙吴到南梁的县名，在今湖南省慈利县西北。
溇中在湖南澧水支流溇水两岸。三国孙吴在溇中地分充县、零阳县二县置溇中县，是天门郡的治所。西晋、东晋、刘宋、南齐沿置，刘宋元嘉十八年（441年），天门郡溇中县宗侨之徭役过重，蛮族不堪用命。蛮族田向求攻破溇中县。南梁时废溇中县。